# クレインの条件
数学の解析学の分野におけるクレインの条件（クレインのじょうけん、英: Krein's condition）とは、指数関数の和
{\displaystyle \left\{\sum _{k=1}^{n}a_{k}\exp(i\lambda _{k}x),\quad a_{k}\in \mathbb {C} ,\,\lambda _{k}\geq 0\right\},\,}
が実数直線上のある重み付き L2 空間において稠密であるための必要十分条件を与えるものである。マルク・クレインによって1940年に発見された。他にもクレインの条件と呼ばれるある系（corollary）があり、こちらはモーメント問題の不定性のための十分条件を与えるものである。

## 内容
μ を、実数直線上のある絶対連続な測度で、dμ(x) = f(x) dx が満たされるものとする。指数関数の和
{\displaystyle \sum _{k=1}^{n}a_{k}\exp(i\lambda _{k}x),\quad a_{k}\in \mathbb {C} ,\,\lambda _{k}\geq 0}
が L2(μ) において稠密であるための必要十分条件は
{\displaystyle \int _{-\infty }^{\infty }{\frac {-\ln f(x)}{1+x^{2}}}\,dx=\infty }
が成立することである。

## モーメント問題の不定性
μ を上述のように定められる測度とする。μ のすべてのモーメント
{\displaystyle m_{n}=\int _{-\infty }^{\infty }x^{n}d\mu (x),\quad n=0,1,2,\ldots }
は有限であると仮定する。もし
{\displaystyle \int _{-\infty }^{\infty }{\frac {-\ln f(x)}{1+x^{2}}}\,dx<\infty }
が成立するなら、μ についてのハンバーガーのモーメント問題は不定である。すなわち、R 上の別の測度 ν ≠ μ で
{\displaystyle m_{n}=\int _{-\infty }^{\infty }x^{n}\,d\nu (x),\quad n=0,1,2,\ldots }
を満たすようなものが存在する。この事実は、上述のクレインの定理の必要性（only if）の部分より従う。

### 例
今
{\displaystyle f(x)={\frac {1}{\sqrt {\pi }}}\exp \left\{-\ln ^{2}x\right\}}
とする。このとき測度 dμ(x) = f(x) dx はスティルチェス＝ウィガート測度と呼ばれる。今
{\displaystyle \int _{-\infty }^{\infty }{\frac {-\ln f(x)}{1+x^{2}}}dx=\int _{-\infty }^{\infty }{\frac {\ln ^{2}x+\ln {\sqrt {\pi }}}{1+x^{2}}}\,dx<\infty }
が成立するため、μ についてのハンバーガーのモーメント問題は不定である。